# Lista de municípios de Guanajuato
O estado de Guanajuato, no México conta com divisão política de 46 municípios.
| INEGI Código | Município                     | Área Municipal                | População. | IDH    |
| ------------ | ----------------------------- | ----------------------------- | ---------- | ------ |
| 001          | Abasolo                       | Abasolo                       | 77,094     | 0.7224 |
| 002          | Acámbaro                      | Acámbaro                      | 101,762    | 0.7525 |
| 003          | Allende                       | Allende                       | 139,297    | 0.7455 |
| 004          | Apaseo el Alto                | Apaseo el Alto                | 57,942     | 0.7472 |
| 005          | Apaseo el Grande              | Apaseo el Grande              | 73,863     | 0.7408 |
| 006          | Atarjea                       | Atarjea                       | 5,035      | 0.6018 |
| 007          | Celaya                        | Celaya                        | 415,869    | 0.8193 |
| 008          | Manuel Doblado                | Manuel Doblado                | 34,313     | 0.7292 |
| 009          | Comonfort                     | Comonfort                     | 70,189     | 0.7354 |
| 010          | Coroneo                       | Coroneo                       | 10,972     | 0.7284 |
| 011          | Cortazar                      | Cortázar                      | 83,175     | 0.7729 |
| 012          | Cuerámaro                     | Cuerámaro                     | 23,960     | 0.7359 |
| 013          | Doctor Mora                   | Doctor Mora                   | 21,304     | 0.6821 |
| 014          | Dolores Hidalgo               | Dolores Hidalgo               | 134,641    | 0.7370 |
| 015          | Guanajuato                    | Guanajuato                    | 153,364    | 0.7996 |
| 016          | Huanímaro                     | Huanímaro                     | 18,456     | 0.7178 |
| 017          | Irapuato                      | Irapuato                      | 463,103    | 0.7985 |
| 018          | Jaral del Progreso            | Jaral del Progreso            | 31,780     | 0.7606 |
| 019          | Jerécuaro                     | Jerécuaro                     | 46,137     | 0.6753 |
| 020          | León                          | León                          | 1,278,087  | 0.8310 |
| 021          | Moroleón                      | Moroleón                      | 46,751     | 0.8026 |
| 022          | Ocampo                        | Ocampo                        | 20,579     | 0.7041 |
| 023          | Pénjamo                       | Pénjamo                       | 138,157    | 0.7280 |
| 024          | Pueblo Nuevo                  | Pueblo Nuevo                  | 5,790      | 0.7228 |
| 025          | Purísima del Rincón           | Purísima de Bustos            | 55,910     | 0.7664 |
| 026          | Romita                        | Romita                        | 50,580     | 0.7091 |
| 027          | Salamanca                     | Salamanca                     | 233,253    | 0.7886 |
| 028          | Salvatierra                   | Salvatierra                   | 92,411     | 0.7482 |
| 029          | San Diego de la Unión         | San Diego de la Unión         | 34,401     | 0.6852 |
| 030          | San Felipe                    | San Felipe                    | 95,896     | 0.7042 |
| 031          | San Francisco del Rincón      | San Francisco del Rincón      | 103,127    | 0.7840 |
| 032          | San José Iturbide             | San José Iturbide             | 59,127     | 0.7499 |
| 033          | San Luis de la Paz            | San Luis de la Paz            | 101,370    | 0.7279 |
| 034          | Santa Catarina                | Santa Catarina                | 4,554      | 0.6090 |
| 035          | Santa Cruz de Juventino Rosas | Santa Cruz de Juventino Rosas | 70,323     | 0.7289 |
| 036          | Santiago Maravatío            | Santiago Maravatío            | 6,389      | 0.7114 |
| 037          | Silao                         | Silao                         | 147,123    | 0.7545 |
| 038          | Tarandacuao                   | Tarandacuao                   | 10,252     | 0.7527 |
| 039          | Tarimoro                      | Tarimoro                      | 33,104     | 0.7252 |
| 040          | Tierra Blanca                 | Tierra Blanca                 | 16,136     | 0.6156 |
| 041          | Uriangato                     | Uriangato                     | 53,077     | 0.7786 |
| 042          | Valle de Santiago             | Valle de Santiago             | 127,945    | 0.7475 |
| 043          | Victoria                      | Victoria                      | 19,112     | 0.6563 |
| 044          | Villagrán                     | Villagrán                     | 49,563     | 0.7673 |
| 045          | Xichú                         | Xichú                         | 10,592     | 0.6373 |
| 046          | Yuriria                       | Yuriria                       | 63,447     | 0.7344 |